# Trang viên ở Ścinawka Dolna

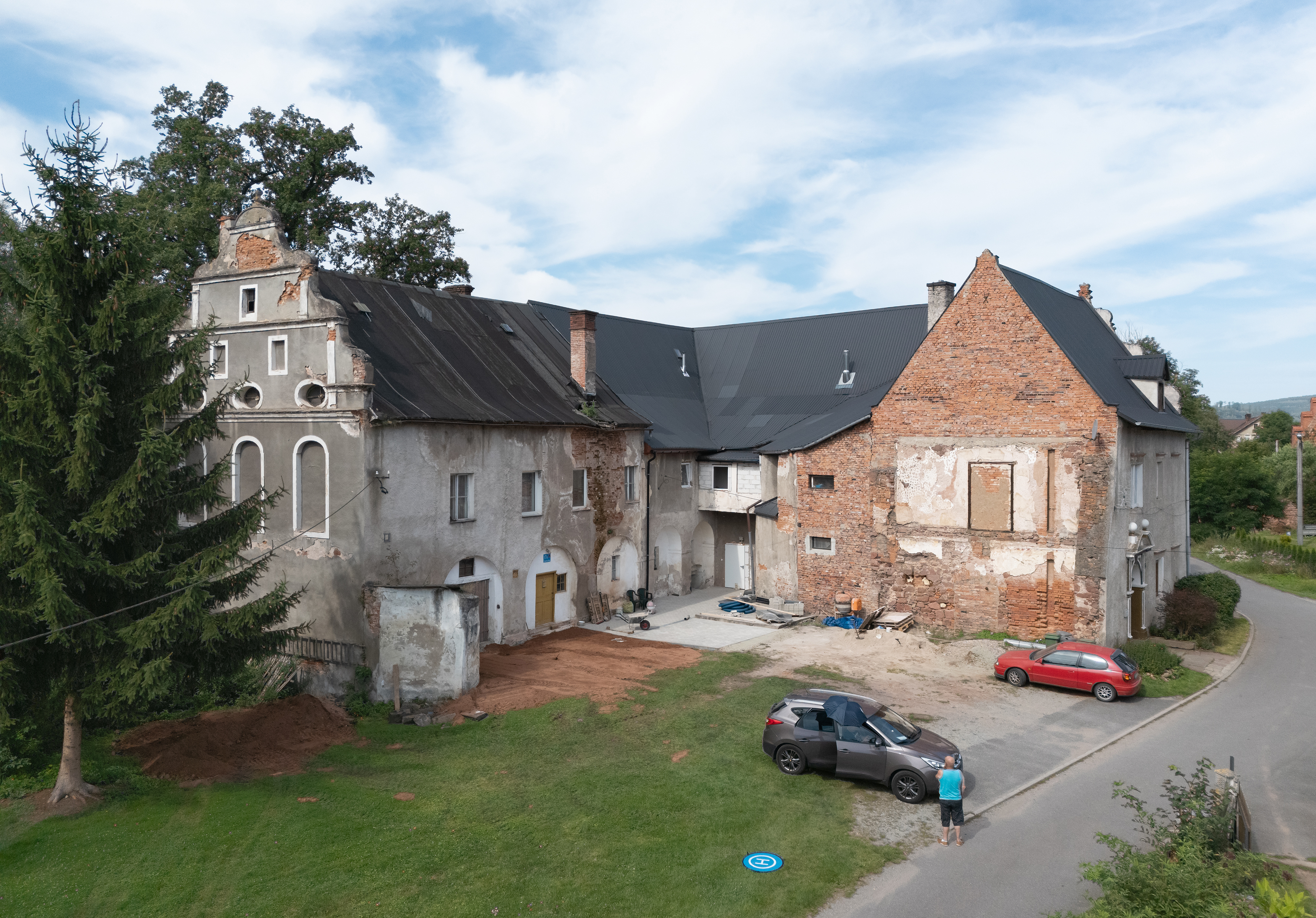
Trang viên ở Ścinawka Dolna (2024)

Trang viên ở Ścinawka Dolna (tiếng Ba Lan: Dwór w Ścinawce Dolnej) là một trang viên được xây dựng vào khoảng năm 1590, nằm ở trung tâm làng Ścinawka Dolna, huyện Kłodzki, tỉnh Dolnośląskie, Ba Lan. Trang viên được xây dựng lại vào năm 1620 và năm 1750. Công trình kiến trúc này có tên trong danh sách di tích. Hiện nay, trang viên này bị lãng quên và được trưng dụng như một công trình nhà ở cho nhiều hộ gia đình.

## Lịch sử
Trang viên ở Ścinawka Dolna được Donath von Donig xây dựng vào khoảng năm 1590. Trong những năm 1620 và 1750, một phần trang viên được xây dựng lại theo phong cách Baroque. Một công viên và một khu vườn được bố trí xung quanh trang viên vào thế kỷ 18. Khu di tích này tồn tại nguyên vẹn sau Thế chiến thứ hai. Sau năm 1970, trang viên được trùng tu, dẫn đến việc làm phai nhạt nhiều nét đặc trưng vốn có của phong cách Baroque. Trang viên và khu vườn đều được đưa vào danh sách di tích.

## Kiến trúc
Đây là một tòa nhà rộng lớn, gồm ba gian nhà tạo thành hình chữ C, được thiết kế theo phong cách Baroque - Phục hưng, với một số mái vòm hình bán nguyệt. Các chi tiết trang trí nội thất, khung cửa sổ bằng đá và cổng chào vẫn còn tồn tại cho đến ngày nay.